# Independencia de Indochina
La independencia de Indochina fue el resultado de una larga lucha desde finales del siglo XIX hasta 1954 contra las potencias coloniales y que terminó con el conflicto armado ocurrido en el antiguo protectorado de la Indochina francesa, dentro del marco de las guerras materiales del siglo XX, y que tuvo como escenario desde sus inicios los actuales territorios de Laos, Camboya y Vietnam en el sureste asiático.

## Orígenes del conflicto
A principios del siglo XX, la conquista del sureste asiático por las potencias occidentales había concluido, dejando sólo al reino de Siam como un Estado-tapón para evitar posibles conflictos entre Gran Bretaña y Francia en la zona, pero el colonialismo creó un sentimiento de opresión externa que provocó una afirmación de la personalidad nacional y la unidad étnica, en la que
los líderes e intelectuales buscaban sus raíces para revalidar su lengua, folclore y patrimonio cultural.
La disgregación de las antiguas estructuras feudales hizo surgir nuevas clases sociales que tendieron a combatir a Occidente con sus propias armas, reivindicando poder económico, libertades democráticas, la autonomía o la independencia; con lo que el imperialismo occidental creó las condiciones para la rebelión contra sí mismo. En el caso de Asia, la rebelión fue dirigida también contra las estructuras atrasadas de su propio sistema, y el nacionalismo se desarrolló por oposición 
a la dominación europea con mayor virulencia en aquellas zonas donde la penetración occidental fue más pronto.
Después de la fase de conquista y pacificación, los franceses implantaron su sistema de administración y el fracaso de la resistencia hizo comprender a las élites locales que para vencer a los occidentales debían servirse de sus propias armas, para lo que empezaron a estudiar las ciencias europeas.
La formación del nacionalismo se vio involuntariamente favorecida por la propia acción colonizadora, que con el desarrollo de las comunicaciones y la centralización de la administración, acabó con el marco estrictamente lugareño de los acontecimientos y puso en contacto a pueblos que, si bien antes se repudiaron o se ignoraron, terminaron conociéndose y descubriendo que tenían múltiples afinidades entre sí.
También la influencia ideológica fue un factor muy importante en la formación de la conciencia nacional, que no se extendió a través del sistema de enseñanza oficial restringido por los franceses, sino a través de la circulación clandestina de libros prohibidos que trataban sobre temas de filosofía y política occidental y que eran leídos y estudiados ávidamente por los jóvenes intelectuales, descubriendo en ellos ideas que hablaban de libertad e igualdad que brillaban por su ausencia en las colonias.
La Administración francesa hizo todo lo posible por mantener el control sobre el Protectorado centralizando el poder en Saigón como capital colonial, nombrando un Gobernador general que disponía de amplios poderes generales y limitando el acceso de la población local a la educación y a los puestos clave. 
Para reforzar su gobierno, altamente represivo sobre la región, los franceses instauraron medidas que prohibían la libertad de expresión, reunión o asociación y promovieron la enseñanza de un sistema de escritura inventado por misioneros del siglo XVIII, con la finalidad específica de eliminar la influencia cultural china en la zona y, de esta manera, la de los intelectuales y líderes que promovían la resistencia.
En Camboya, fue la religión más que el nacionalismo en si el que desempeñó un papel importantísimo en el crecimiento de la conciencia nacional; el budismo actuaba como símbolo de reagrupación de las masas ante una causa común, hacer frente al extranjero invasor de religión diferente para defender los valores tradicionales, y su prestigio se vio resaltado debido al brillante comportamiento de sus sacerdotes como líderes de la resistencia contra los occidentales. 
A partir de 1910, ya no ocurrieron más rebeliones importantes, los aristócratas terminaron aceptando la dominación extranjera y se estableció así una cooperación general de la aristocracia local con los franceses, que a pesar de haberles despojado de sus poderes efectivos, mantuvo su posición nominal y les convirtió en simples funcionarios del sistema colonial, ligando así sus intereses con los de los europeos y usándolos como instrumentos eficaces para combatir la resistencia; que a partir de este momento empezó a ser liderada por las nuevas clases sociales surgidas del sistema colonial.
La Primera Guerra Mundial fue un acontecimiento que tuvo importantes repercusiones ideológicas en la formación del nacionalismo en Asia debido a las consecuencias políticas del conflicto como fueron la Revolución rusa de 1917, que lanzó una crítica contra el imperialismo en un momento en que las ideas marxistas se extendían y calaban con rapidez en Indochina.

## El auge del comunismo
Las ideas marxistas ya se habían introducido en Indochina antes de la Primera Guerra Mundial en un contexto en el que estaba surgiendo una masa proletaria industrial y aunque existían otros movimientos no comunistas, estos no eran tan efectivos a la hora de obtener resultados por lo que, una vez analizado el conjunto, la Internacional socialista se interesó por la situación de Indonesia e Indochina ya que consideraba que ambas colonias cumplían las condiciones prerrevolucionarias y tenían los regímenes coloniales más autoritarios y las poblaciones más miserables y numerosas.
El movimiento comunista se benefició de la dirección de Hồ Chí Minh, conocido en sus inicios como Nguyễn Ai Quôc, y de que no se enfrentó a una oposición religiosa determinante ya que el Budismo mahayana era extremadamente tolerante y estaba en decadencia, sólo el catolicismo se opuso eficazmente pero su escasa difusión en Indochina no lo hizo un factor determinante.
Nguyễn Ai Quôc fundó en 1925 dos organizaciones comunistas en Cantón sirviéndose de su experiencia como militante de grupos marxistas en Francia y Rusia y a través de una de ellas fundó un periódico, el Thanh niên (Juventud) para exponer temas marxistas y nacionalistas. En 1926, Quôc escribió el libro titulado El camino de la liberación, obra en la que expuso los pasos a seguir para alcanzar la revolución, y en 1929 se crearon más organizaciones comunistas que fueron unificadas para 1930 en Hong Kong como el Partido Comunista Vietnamita, que poco después pasaría a llamarse Partido Comunista Indochino (PCI) para abarcar a todos los territorios de la indochina francesa dentro de su área de influencia.
La Gran Depresión de 1929 suscitó una crisis que afectó a la economía de Francia y hundió la de sus colonias, creándose así una crisis colonial que catalizó todas las fuentes de descontento latentes y favoreció un levantamiento general que fue brutalmente reprimido por los franceses pero que sembró el germen de la movilización nacional por la independencia. Los franceses siguieron controlando la situación pero se vieron obligados a reconocer por primera vez la necesidad de reformas en su sistema colonial que nunca se hicieron, continuando la situación prácticamente invariable hasta el estallido de la Segunda Guerra Mundial.

## Inicio de la lucha armada
La Segunda Guerra Mundial tuvo importantes consecuencias sobre el orden mundial ya que marcó el final de los imperios coloniales y favoreció la autodeterminación de muchos pueblos. Al estallar el conflicto, Francia cayó derrotada rápidamente por los alemanes por lo que, invadida la metrópoli, la situación de los franceses en Indochina pasó a ser extremadamente frágil.
Dicha situación fue aprovechada por los japoneses, que por entonces llevaban a cabo una política expansionista, y ocuparon Indochina parcialmente primero en 1940, para ocuparla definitivamente en 1941 cuando iniciaron un segundo frente en el Pacífico contra los aliados. Al principio los japoneses fueron recibidos como liberadores ya que promulgaban la unidad racial y cultural de Asia y trataron de ganarse la voluntad de la población proclamando la independencia de las distintas regiones de Indochina, expulsando a los franceses y abriendo a las élites locales las funciones técnicas y administrativas que antes monopolizaban los europeos; pero cometieron excesos que les quitaron rápidamente el respaldo de la población y aceleraron considerablemente el proceso independentista con una coyuntura que facilitó la organización de los movimientos de resistencia para iniciar la lucha armada.
Los esfuerzos de la resistencia vietnamita fueron frustrados hasta mayo de 1941, cuando Nguyễn Ai Quôc se convirtió en Hồ Chí Minh y convocó la VIII Conferencia del Comité central en Pac-Bo donde fundó el brazo armado de su movimiento, el Vietminh (Liga por la independencia de Vietnam) y definió un programa completo en el que exponía una serie de medidas políticas, económicas y sociales que le aseguró la simpatía de las masas.
El Vietminh inició la lucha contra los japoneses, combinando la acción política con el esfuerzo militar, organizando una guerrilla con asesoramiento de los comunistas chinos. Sus primeras operaciones extendieron la lucha mediante la creación de frentes a lo largo de Vietnam que lograron constituir zonas liberadas en el alto Tonkín y a partir de aquí, el Vietminh siguió adelante con sus operaciones, gracias a la ayuda aliada proveniente desde China, hasta la capitulación japonesa de 1945.

## Guerra con Francia

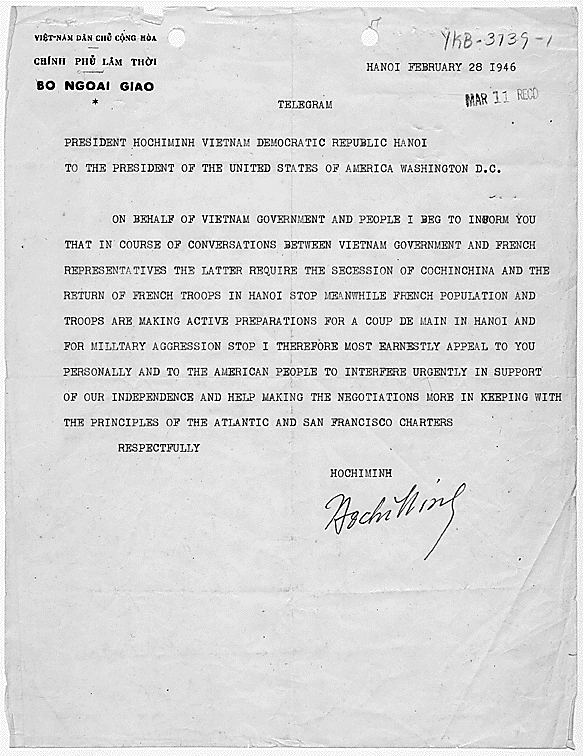
Telegrama de Hồ Chí Minh al presidente estadounidense Harry Truman en 1946.

La capitulación japonesa creó un momentáneo vacío de poder que el Vietminh aprovechó para apoderarse de gran cantidad de armamento y establecer un gobierno provisional en Hanói, que proclamó la independencia de Vietnam el 2 de septiembre de 1945 y fue reconocido por el emperador Bao-Dai.
Los vietnamitas eran conscientes de que sólo habría un corto período entre la retirada japonesa y la aparición de las tropas aliadas junto con los franceses tratando de recuperar el control de la zona, por lo que empezaron a hacer preparativos rápidamente para fortalecer su posición y aumentar su fuerza.
Los franceses llegaron a Saigón a finales de 1945 y al principio tuvieron que negociar con el Vietminh para poder entrar en Hanói, pero a medida que las fuerzas británicas y chinas nacionalistas entraron en Vietnam los franceses fueron haciendo exigencias cada vez más agresivas, a la vez que fortalecían su presencia militar en la zona e iban realizando golpes de mano que demostraban la intención de restablecer sin tapujos el antiguo orden colonial mediante una política de fuerza.
En el Vietminh se empezó a estudiar la situación y se planteó la posibilidad de una guerra con Francia, por lo que sus líderes diseñaron una estrategia integral que abarcaba tanto el terreno militar como el político y social estableciendo la necesidad de hacer una larga guerra de desgaste contra el ejército francés, promover la unidad nacional, conseguir el apoyo de las fuerzas democráticas internacionales, aislar políticamente a los franceses y suprimir los restos de la cultura colonial para edificar una cultura nacional, científica y popular. Los franceses por su parte se centraron más en lo militar y su estrategia consistía en lograr que las tropas al mando del general Leclerc obtuvieran una rápida victoria mediante una guerra relámpago.
En ese momento, el Vietminh era lo bastante poderoso como para dominar a la mayoría de las organizaciones de Vietnam y hacer la guerra contra los franceses, que habían extendido rápidamente su presencia por Indochina pero el Ejército francés estaba debilitado tras la Segunda Guerra Mundial y no era lo bastante fuerte como para controlar la zona eficazmente. 
En Laos y Camboya el escenario fue similar y en un principio iniciaron la lucha armada contra Francia por su cuenta, con el grupo Khmer Issaraks (Jemer libres) en Camboya y el Pathet Lao dirigiendo la resistencia en Laos desde la vecina Siam al no poder impedir la reocupación total de los franceses en 1946.
Los primeros incidentes importantes ocurrieron en Haïphong cuando los franceses desplegaron un crucero y un portaaviones para bombardear una posición del Vietminh, pero atacaron una columna de refugiados por error y terminaron bombardeando la ciudad, causando la muerte de miles de rebeldes. A partir de entonces la guerra fue inevitable, los intentos de negociación fracasaron y los combates entre franceses y rebeldes continuaron entre diciembre y enero; entretanto las fuerzas del Viêtminh fracasaron en su intento de mantener el control de Hanói y se replegaron a las montañas para consolidar su aparato político y militar.
Desde el principio el Vietminh casi siempre pudo concentrar las fuerzas necesarias para derrotar a las pequeñas y generalmente aisladas guarniciones francesas, a las que sometían volando primero puentes y carreteras para después enfrentarse a pequeños destacamentos y desaparecer en la jungla, donde raras veces se aventuraba el enemigo, más acostumbrado a ir por carretera.
El conflicto fue evolucionando cada vez más a favor de los rebeldes por lo que, en octubre de 1947, los franceses intentaron acelerar el final del conflicto lanzando un enérgico ataque sobre los reductos del Viêtminh en las montañas al norte de Hanói y que es conocido como la Ofensiva del Viêt-Bac (Alto Tonkín). El asalto se inició con nueve batallones que formaron dos puntas de lanza y un ataque de la Infantería paracaidista francesa sobre un poblado que se sospechaba era un cuartel general rebelde; el ataque sorprendió a los rebeldes, cuyos líderes se encontraban en la zona y tuvieron que esconderse en una acequia ubicada a pocos metros de una posición enemiga.

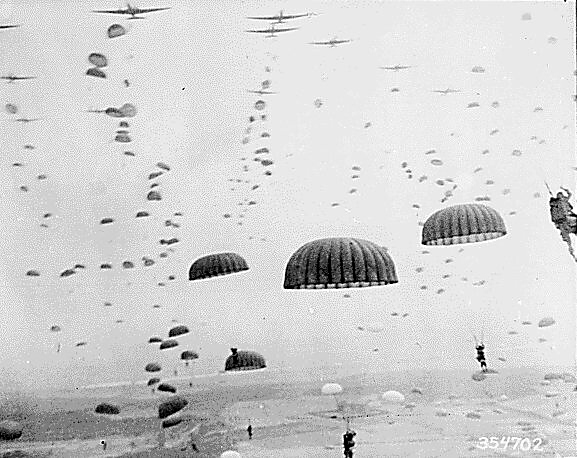
Paracaidistas.

Después de tres días de duros combates, los franceses obtuvieron cierta ventaja militar pero el objetivo de la ofensiva no se consiguió, los líderes rebeldes no fueron capturados y el enemigo no se expuso a una batalla campal que habría supuesto su destrucción y una posible victoria final. El Ejército francés intentó nuevamente forzar la situación a su favor con un nuevo ataque en diciembre de 1947, que fue hábilmente rechazado por los rebeldes, que permanecieron en la jungla y hostigaron al enemigo hasta obligarle a retirarse. El fracaso de la ofensiva convenció a los franceses de que la victoria no sería cosa fácil, por lo que intensificaron sus esfuerzos por alcanzar un rápido final del conflicto con vanos intentos por eliminar a los rebeldes, que derivaron en una agotadora guerra de guerrillas que se prolongó hasta 1950, en la que ni los franceses fueron capaces de imponerse en el terreno ni el Vietminh fue capaz de realizar operaciones de gran envergadura. 
La situación del conflicto en Vietnam fue aprovechada en Camboya por el rey Norodom Sihanuk, que supo maniobrar hábilmente para conservar la dirección del Estado desde su proclamación de independencia el 12 de marzo de 1945, y bajo la presión de los acontecimientos, los franceses reconocieron la independencia de Camboya "dentro del marco de la Unión francesa" el 8 de noviembre de 1949, pero pusieron límites en los puntos más importantes como la defensa, la diplomacia, policía y justicia; por lo que la resistencia armada de los Khmer Issaraks continuó. En Laos, los franceses reconocieron su independencia dentro del marco de la Unión francesa también, lo que provocó una escisión interna de los independentistas y la mayoría de ellos accedió a negociar con Francia, pero una minoría continuó con la resistencia.

## Camino hacia la victoria
Después de la Ofensiva del Viêt-Bac, se produjo un cierto estancamiento del conflicto que el general Vally, el sustituto de Leclerc, no pudo remediar al ser incapaz de controlar la carretera Hanói-Haïphong, ni de imponerse en el campo de batalla.

La Ruta Colonial nro 4 (RC4).

A partir de 1950, la guerra de Indochina entró en una nueva fase cuando se internacionalizó el conflicto como consecuencia de la Guerra Fría. El Vietminh empezó a recibir armas pesadas y tanques de China, y a coordinar acciones con otros grupos rebeldes de Indochina. Por su parte los franceses empezaron a pedir ayuda militar a Estados Unidos e iniciar cambios que fueron acompañados con la llegada de uno de los comandantes más brillantes del Ejército francés, el general De Lattre De Tassigny. 
Los rebeldes habían formado divisiones para enfrentarse a unidades de nivel batallón y alterar las rutas de suministro atacando la Ruta Colonial nro 4 (RC4), cuyo trazado discurría desde Hanói hasta la frontera china, y apoderándose de la mayoría de las guarniciones.
La guerra ideológica y así sería la paulatina conversión del Vietminh en una fuerza regular hizo que los franceses abandonaran Lang Son, una de las guarniciones más importantes, con un enorme arsenal y se replegaran hacia el delta del río Mekong para finales de 1950.
- Datos: Q10301952